# 東方Project人妖名鑑
《東方Project人妖名鑑》是东方Project的官方插画集式设定集，分为“宵闇篇”和“常世篇”两册。内容包括东方外来韦编中幻想乡人妖名鉴栏目中已有的角色档案、简介以及ZUN的评论等，附有角色插画以及画师的评论。